# Francisco de Assis Rosa e Silva
Francisco de Assis Rosa e Silva (Recife, 4 de octubre de 1857 — Río de Janeiro, 1 de julio de 1929) fue un político brasileño, vicepresidente de la República de 1898 a 1902 en el Gobierno de Campos Sales. 

## Biografía
Formado en Derecho en la Universidad de Recife, fue diputado provincial con 25 años. Su hija se casó con Aníbal Freire, diputado federal y ministro de Hacienda en el Gobierno de Arthur Bernardes, ministro del Supremo Tribunal Federal y director del Jornal do Brasil.

## Trayectoria
Diputado provincial en 1882 y diputado general de 1886 a 1889, durante la época Imperial fue ministro de Justicia en el gabinete de João Alfredo Correia de Oliveira.
Ya en la República, fue diputado en la llamada Assembleia Constituinte de 1890 y en las siguientes legislaturas, habiendo sido presidente de la Câmara dos Deputados de Brasil en el bienio 1894 — 1895. Fue elegido senador por Pernambuco en 1895, mandato al que renunció en 1898 para asumir el cargo de vicepresidente de la República.
Terminado el mandato de vicepresidente, volvió al Senado, donde terminó su carrera política.

## Anécdota
Por su orientación política, el entonces gobernador de Pernambuco Sigismundo Gonçalves, fiel rosista, mandó a la policía estatal a prender deliberadamente fuego al Derby Centro Comercial de Recife, un moderno centro comercial, el 2 de enero de 1900, destruyendo aquel establecimiento pionero recién creado por Delmiro Augusto da Cruz Gouveia, del que era enemigo político y de quien recibiera despropósitos en público. El periódico de Recife A Província publicó, el 4 de enero de 1900, un telegrama atribuido al entonces gobernador Sigismundo Gonçalves dirigido al consejero Rosa e Silva: "Mercado incendiado. Delmiro preso. Saludos, Sigismundo Gonçalves".